# Christian Schliemann
Christian Schliemann, född den 4 juli 1962 i Leverkusen, Tyskland, är en västtysk landhockeyspelare.
Han tog OS-silver i herrarnas landhockeyturnering i samband med de olympiska landhockeytävlingarna 1988 i Seoul.